# ادسون کوریا د اراخو
ادسون کوریا د اراخو (انگلیسی: Éder؛ زادهٔ ۱۰ ژوئن ۱۹۸۸) بازیکن فوتبال اهل برزیل است.
از باشگاه‌هایی که در آن بازی کرده‌است می‌توان به باشگاه فوتبال اسپارتاک ترناوا اشاره کرد.